# Tom Kühling
Tom Kühling (* 28. August 1966) war Fußballspieler bei der BSG Stahl Eisenhüttenstadt. 1989 spielte er für die BSG Stahl kurzzeitig in der DDR-Oberliga, der höchsten Spielklasse des DDR-Fußball-Verbandes.

## Sportliche Laufbahn
Kühling besuchte bis 1983 die 11. Polytechnische Oberschule in Frankfurt (Oder) und nahm danach eine Lehre zum Instandhalter auf. Bis 1988 trat er im höherklassigen Fußball nicht in Erscheinung. In der Saison 1988/89 schloss er sich der Betriebssportgemeinschaft (BSG) Stahl Eisenhüttenstadt an und bestritt in der zweitklassigen DDR-Liga 14 Punktspiele. Damit trug er zum überraschenden Aufstieg der Stahlwerker in die DDR-Oberliga bei. Obwohl 1989/90 für die Oberligamannschaft der BSG Stahl nominiert, bestritt er in der Oberliga nur drei Spiele:
10. Spieltag, BFC Dynamo – BSG Stahl 0:0, in der 66. Minute eingewechselt

11. Spieltag, BSG Stahl – Dynamo Dresden 2:2, 90 Minuten rechter Verteidiger

13. Spieltag, Fortschritt Bischofswerda – BSG Stahl 2:0, in der 69. Minute eingewechselt
Am Ende der Saison 1989/90 wurde der Vertrag mit Kühling nicht mehr verlängert, und er spielte danach nicht mehr in den höheren Fußball-Ligen.